# 36445 Smalley
36445 Smalley è un asteroide della fascia principale. Scoperto nel 2000, presenta un'orbita caratterizzata da un semiasse maggiore pari a 2,3207096 au e da un'eccentricità di 0,1956922, inclinata di 9,89151° rispetto all'eclittica.
L'asteroide è dedicato all'astronoma statunitense Sonia Keys, alla nascita Kyle Smalley.